# Elza Cansanção Medeiros
Elza Cansanção Medeiros ComMM (21 de outubro de 1921 — 8 de dezembro de 2009), ou Major Elza como preferia ser chamada, foi uma militar brasileira, uma das primeiras oficiais-enfermeiras do Exército Brasileiro.

## Biografia
Filha do médico sanitarista Tadeu de Araújo Medeiros, amigo de Alberto Santos Dumont e auxiliar direto de Oswaldo Cruz na campanha contra a febre amarela, foi a primeira brasileira a se apresentar como voluntária, na Diretoria de Saúde do Exército, para lutar na Segunda Guerra Mundial, aos dezenove anos de idade. Embora sonhasse em lutar na linha de frente, teve que se conformar em seguir como uma das setenta e três Enfermeiras no Destacamento Precursor de Saúde da Força Expedicionária Brasileira, uma vez que o Exército Brasileiro, à época, não aceitava mulheres combatentes.
Com os pais, alagoanos, aprendeu a atirar, ainda na adolescência. Com as governantas alemãs que serviram a sua família na Copacabana da década de 1930, aprendeu Música e idiomas. Por indicação de Arnon de Mello, pai do presidente Fernando Collor de Mello, ingressou na Associação Brasileira de Imprensa. Estreou, com Fernando Torres, Nathalia Timberg e Sérgio Brito no Teatro Universitário, com a peça Dama da Madrugada. Formou-se na Escola de Enfermeiras na Cruz Vermelha.Formou-se em Jornalismo pela Faculdade Nacional de Filosofia.
Sua atuação na Segunda Guerra Mundial começou em Alagoas, prestando socorro aos náufragos do navio Itapagé, torpedeado na costa brasileira pelo submarino alemão U-161 comandado pelo capitão Albrecht Achilles.
Durante o conflito, trabalhou nos hospitais de evacuação na Itália, distante do front, em turnos de doze horas, nenhum soldado tendo falecido em seus braços. Atuou como Oficial de Ligação e Enfermeira-chefe no 7th. station Hospital, em Livorno. Com o fim do conflito, foi dispensada logo após o retorno ao país, vindo a trabalhar no Banco do Brasil.
Em 1957, as mulheres foram reconvocadas, podendo vir a ser militares de carreira. Dna. Elza retornou prontamente, continuando a trabalhar como Enfermeira. Mesmo tendo trabalhado no Serviço Nacional de Informações (SNI), jamais pensou em abandonar a carreira militar.
Formou-se em Jornalismo, História das Américas, Psicologia, Parapsicologia, Turismo e Relações Humanas. Com conhecimentos de mecânica, escultura, pintura e tapeçaria, deu a volta ao mundo duas vezes, esteve na Antártida, aprendeu a pilotar ultraleves aos sessenta anos de idade.
Fundou e dirigiu duas revistas e assinou várias colunas em jornais do Rio de Janeiro e de Recife, tendo escrito três livros sobre a sua participação na Segunda Guerra. Apresentou ainda inúmeros trabalhos em congressos de medicina militar, com especial destaque para as Sugestões para a criação de um Corpo Auxiliar Feminino para as Forças Armadas, base para a abertura das Forças Armadas do Brasil à participação das mulheres.
Foi membro da Academia Alagoana de Cultura, quando dedicou-se à preservação da memória fotográfica da FEB.
É a mulher mais condecorada do Brasil, com mais de 200 medalhas, entre as quais:
- Ordem do Mérito Militar - Grau Cavaleiro – 1979.
- Ordem do Mérito Militar - Promovida a Comendador em 1989[carece de fontes?] ou 2000.[2]
- Medalha de Campanha da Força Expedicionária Brasileira.
- Medalha Mérito Tamandaré – Ministério da Marinha.
- Meritorius Service United Plaque - Exército Americano - USA – 1944.
- Medalha de Guerra –1945.
- Medalha do Soldado Polonês Livre
- Medalha Ancien Combatant du Tatre du Operacion du L’Orope – França. Única mulher a receber.
- Medalha do Mérito Santos-Dumont
- Medalha Heróis do Brasil[3] - Durante o XVIII Encontro Nacional de Veteranos em São Bernardo do Campo

A sua história foi contada, no cinema, no longa-metragem A Cobra Fumou de Vinícius Reis.

## Obras
- 2001 - Eu estava lá

## Citações
"Monta em cima. Em todo buraco enfie uma sonda. Em toda veia enfie uma agulha." (Lema de Dna. Elza nos hospitais de evacuação, à época da Segunda Guerra)